# Borstorf
Borstorf ist eine Gemeinde im Kreis Herzogtum Lauenburg in Schleswig-Holstein. Sie gehört zum Amt Breitenfelde.

## Geschichte
Das Dorf wurde im Ratzeburger Zehntregister von 1230 als Borchardestorp zum ersten Mal urkundlich erwähnt. Der Name geht vermutlich auf einen Ritter namens Borchard oder Burchard zurück. Drei Burganlagen am Ort sollen zwischen 1291 und 1349 durch Kämpfe zerstört worden sein. Den Überlieferungen nach waren die damaligen Herren über Borstorf Raubritter.

## Politik

### Gemeindevertretung
Bei der Kommunalwahl am 14. Mai 2023 wurden insgesamt neun Sitze vergeben. Von diesen erhielt die Allgemeine Allseitig Aktive Wählergemeinschaft Borstorf fünf Sitze und die Erste Wählergemeinschaft Borstorf vier Sitze.

### Wappen
Blasonierung: „Über rotem Schildfuß, darin zwei gekreuzte silberne Schwerter, in Blau ein silberner Hügel mit einer einturmigen Burganlage.“
Das Wappen Borstorfs unterstreicht mit der Burganlage die Bedeutung der Burgen für den Ort. Die gekreuzten Schwerter beziehen sich auf die geschichtliche Bedeutung der Raubritter für das Dorf.

Gemeindeflagge

### Flagge
Blasonierung: „Inmitten eines weißen, oben und unten von einem schmalen blauen Randstreifen begrenztem Flaggentuches das Gemeindewappen in flaggengerechter Tinktur. Vom Liek bzw. vom fliegenden Ende ein schmaler, roter waagerechter Streifen zur Mitte des Flaggentuches weisend, jedoch nicht bis zum Gemeindewappen reichend.“

## Sehenswürdigkeiten
Die Hofanlage Wencken in der Burgstraße 8 ist als Kulturdenkmal ausgewiesen.

## Sonstiges
Borstorf war zweimal Teilnehmer beim  Wettbewerb Spiel ohne Grenzen und wurde beide Male Sieger.